# Alfred Vacano von Wellho

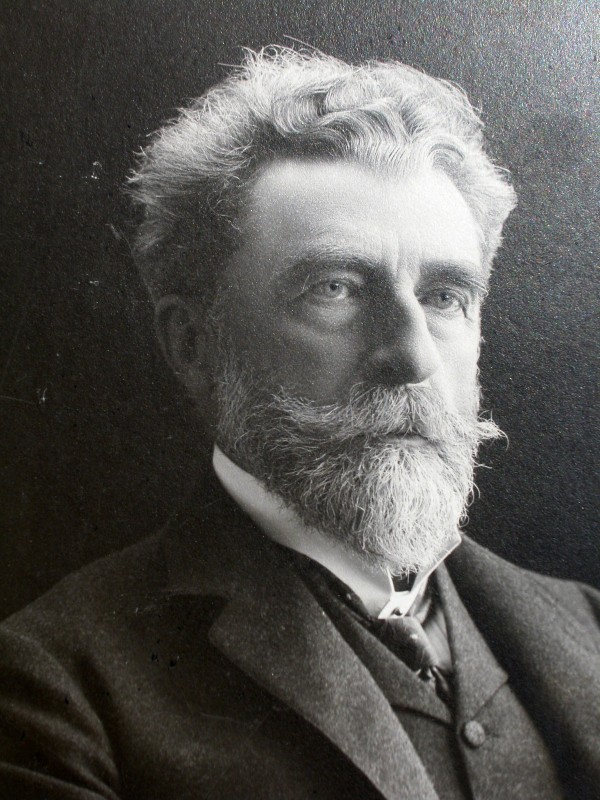
Alfred Vacano von Wellho

Alfred Joseph Maria Vacano Ritter von Wellho (geboren 1846; gestorben 1929) war ein österreichisch-russischer Brauerei-Unternehmer. 

## Biografie

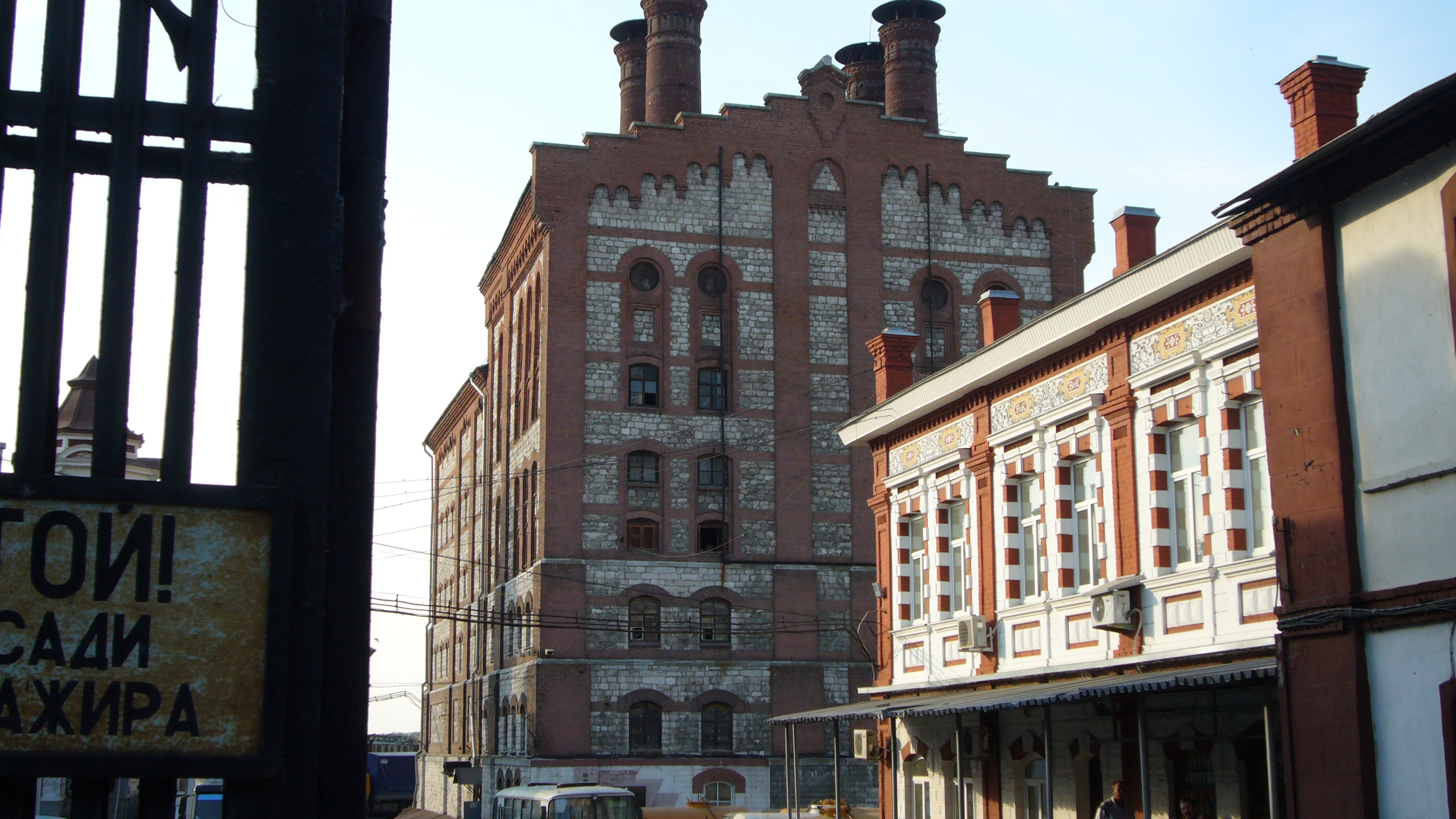
Die Brauerei in Samara

Sein Großvater Anton Nicolaus Jacobus Gerardus Vacano wurde 1786 in den Ritterstand erhoben. Alfred Vacano Ritter von Wellho gründete mit seinem Sohn Erich in Russland eine Brauerei in Samara und belieferte ganz Russland mit Lagerbier und importiertem bayerischen Bier. Am bekanntesten war die Marke Shiguli, welche nach den Bergen am Rand der Wolga benannt wurde. Alfred und Erich Vacano waren auch Philanthropen und Mäzene. Sie gründeten Spitäler, Schulen, Entsalzungsanlagen und Kraftwerke und betrieben Wolgaschiffe.
Direkt nach der Revolution 1917 konnte das Unternehmen weiterhin von der Familie geführt werden. 1926 schließlich folgte die Rückkehr nach Mödling, wo Vacano ein paar Jahre danach verstarb. Das Bier wurde unter dem Namen Zhigulevskoye zur führenden Marke in der gesamten Sowjetunion.